# Donna Lewis

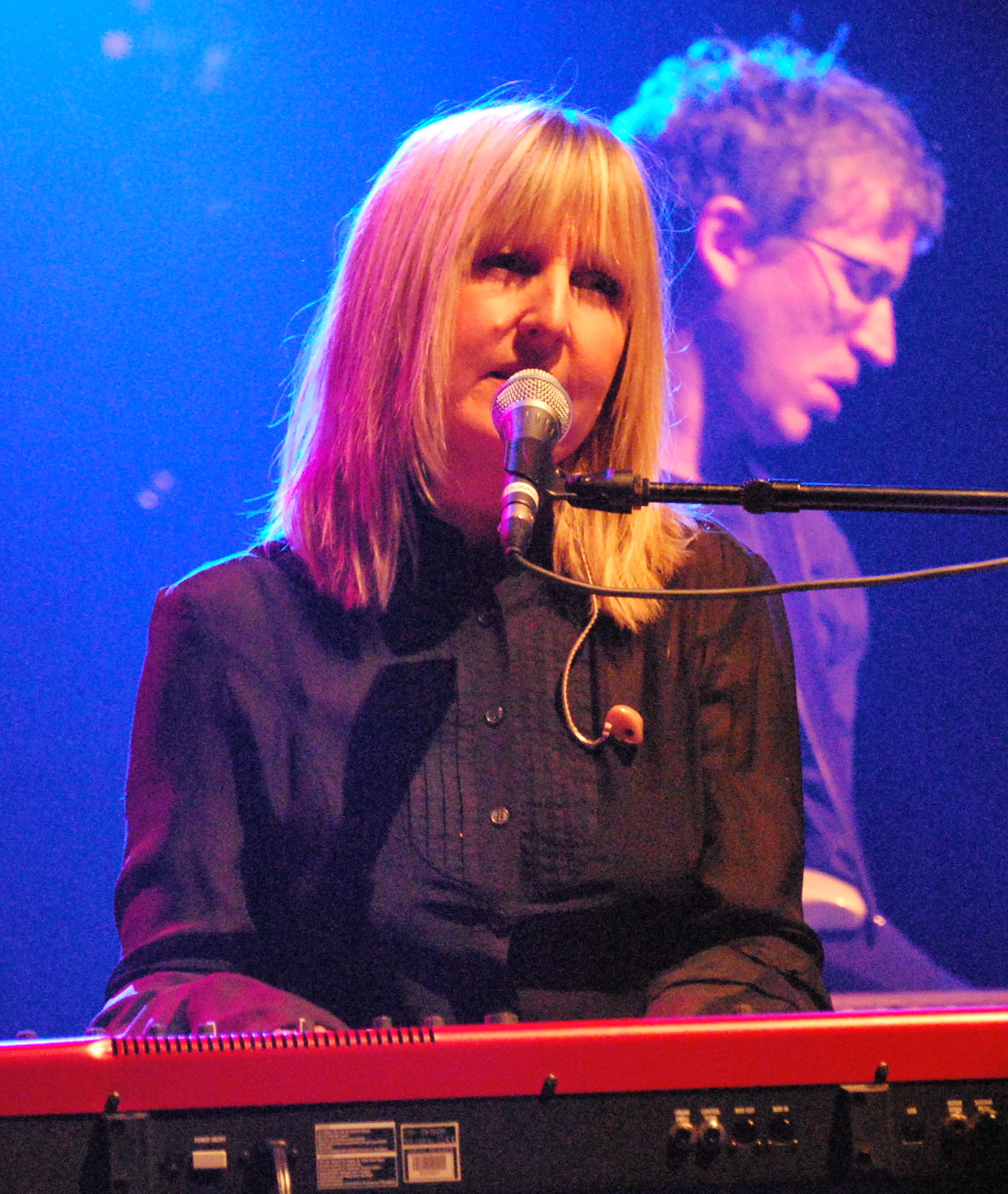
Donna Lewis (2009)

Donna Lewis (* August 1959 in Cardiff) ist eine walisische Popsängerin. Bekannt ist sie durch ihren Song I Love You Always Forever, der auch in der Werbekampagne für Windows 95 und später auch Amicelli verwendet wurde.

## Biografie
Donna Lewis ist in Cardiff, Wales, geboren und aufgewachsen. Nach ihrem Abschluss am „Welsh College of Music and Drama“ begann sie, in lokalen Bands als Sängerin und Songwriterin zu arbeiten. Ab 1990 tourte sie als Solistin (Klavier/Gesang) in Pianobars durch ganz Europa. Sie nahm einige Demos auf, die 1993 bei Atlantic Records einen derartigen Eindruck hinterließen, dass sie einen Plattenvertrag angeboten bekam. Ihr Debütalbum Now in a Minute war ein weltweiter Erfolg, die Auskopplung I Love You Always Forever wurde zur bis dato meistgespielten Radiosingle der USA. Die Single fand zudem in Deutschland Verwendung in einer Werbung für Amicelli und weiteren Werbespots.
1998 erschien das von ihr im Duett mit Richard Marx gesungene Lied At the Beginning auf dem Soundtrack zum Zeichentrickfilm Anastasia.

## Diskografie

### Studioalben
| Jahr | Titel           | Höchstplatzierung, Gesamtwochen, AuszeichnungChartplatzierungen (Jahr, Titel, Platzierungen, Wochen, Auszeichnungen, Anmerkungen) | Höchstplatzierung, Gesamtwochen, AuszeichnungChartplatzierungen (Jahr, Titel, Platzierungen, Wochen, Auszeichnungen, Anmerkungen) | Höchstplatzierung, Gesamtwochen, AuszeichnungChartplatzierungen (Jahr, Titel, Platzierungen, Wochen, Auszeichnungen, Anmerkungen) | Höchstplatzierung, Gesamtwochen, AuszeichnungChartplatzierungen (Jahr, Titel, Platzierungen, Wochen, Auszeichnungen, Anmerkungen) | Höchstplatzierung, Gesamtwochen, AuszeichnungChartplatzierungen (Jahr, Titel, Platzierungen, Wochen, Auszeichnungen, Anmerkungen) | Anmerkungen                         |
| Jahr | Titel           | DE | AT | CH | UK | US | Anmerkungen                         |
| ---- | --------------- | --- | --- | --- | --- | --- | ----------------------------------- |
| 1996 | Now in a Minute | DE66 (9 Wo.)DE | — | CH43 (6 Wo.)CH | UK52 (2 Wo.)UK | US31 Platin · (39 Wo.)US | Erstveröffentlichung: 7. Mai 1996   |
| 1998 | Blue Planet     | — | AT33 (3 Wo.)AT | — | — | — | Erstveröffentlichung: 14. Juli 1998 |
| 2002 | Be Still        | — | — | — | — | — | Erstveröffentlichung: 2002          |
| 2008 | In the Pink     | — | — | — | — | — | Erstveröffentlichung: 1. April 2008 |
| 2015 | Brand New Day   | — | — | — | — | — | Erstveröffentlichung: 10. März 2015 |

### Singles
| Jahr | Titel Album                               | Höchstplatzierung, Gesamtwochen, AuszeichnungChartplatzierungen (Jahr, Titel, Album, Platzierungen, Wochen, Auszeichnungen, Anmerkungen) | Höchstplatzierung, Gesamtwochen, AuszeichnungChartplatzierungen (Jahr, Titel, Album, Platzierungen, Wochen, Auszeichnungen, Anmerkungen) | Höchstplatzierung, Gesamtwochen, AuszeichnungChartplatzierungen (Jahr, Titel, Album, Platzierungen, Wochen, Auszeichnungen, Anmerkungen) | Höchstplatzierung, Gesamtwochen, AuszeichnungChartplatzierungen (Jahr, Titel, Album, Platzierungen, Wochen, Auszeichnungen, Anmerkungen) | Höchstplatzierung, Gesamtwochen, AuszeichnungChartplatzierungen (Jahr, Titel, Album, Platzierungen, Wochen, Auszeichnungen, Anmerkungen) | Anmerkungen                                          |
| Jahr | Titel Album                               | DE | AT | CH | UK | US | Anmerkungen                                          |
| ---- | ----------------------------------------- | --- | --- | --- | --- | --- | ---------------------------------------------------- |
| 1996 | I Love You Always Forever Now in a Minute | DE7 Gold · (22 Wo.)DE | AT3 (16 Wo.)AT | CH6 (19 Wo.)CH | UK5 Platin · (16 Wo.)UK | US2 Gold · (41 Wo.)US | Erstveröffentlichung: Mai 1996                       |
| 1996 | Without Love Now in a Minute              | DE77 (6 Wo.)DE | — | — | UK39 (2 Wo.)UK | US41 (15 Wo.)US | Erstveröffentlichung: November 1996                  |
| 1997 | At the Beginning Anastasia (O.S.T.)       | DE77 (9 Wo.)DE | — | — | — | US45 (20 Wo.)US | Erstveröffentlichung: November 1997 mit Richard Marx |
| 1998 | I Could Be the One Blue Planet            | DE69 (9 Wo.)DE | AT9 (12 Wo.)AT | — | UK99 (1 Wo.)UK | — | Erstveröffentlichung: Juli 1998                      |

Weitere Singles
- 1997: Mother
- 1997: Fool’s Paradise
- 1997: Love & Affection
- 1998: Love Him
- 1999: Falling
- 2001: Take Me Over
- 2001: When the Rain Comes Down
- 2007: Shout
- 2008: You to Me
- 2010: Dancing Angel

## Auszeichnungen für Musikverkäufe
| Silberne Schallplatte - Frankreich - 1996: für die Single I Love You Always Forever Goldene Schallplatte - Neuseeland - 1996: für die Single I Love You Always Forever - Norwegen - 1997: für die Single I Love You Always Forever | Platin-Schallplatte - Australien - 1996: für die Single I Love You Always Forever - Kanada - 1996: für das Album Now in a Minute |

Anmerkung: Auszeichnungen in Ländern aus den Charttabellen bzw. Chartboxen sind in ebendiesen zu finden.
| Land/RegionAuszeichnungen für Musikverkäufe (Land/Region, Auszeichnungen, Verkäufe, Quellen) | Silber  | Gold     | Platin     | Verkäufe  | Quellen                   |
| -------------------------------------------------------------------------------------------- | ------- | -------- | ---------- | --------- | ------------------------- |
| Australien (ARIA)                                                                            | —       | —        | Platin1    | 70.000    | aria.com.au               |
| Deutschland (BVMI)                                                                           | —       | Gold1    | —          | 250.000   | musikindustrie.de         |
| Frankreich (SNEP)                                                                            | Silber1 | —        | —          | 125.000   | infodisc.fr               |
| Kanada (MC)                                                                                  | —       | —        | Platin1    | 100.000   | musiccanada.com           |
| Neuseeland (RMNZ)                                                                            | —       | Gold1    | —          | 7.500     | aotearoamusiccharts.co.nz |
| Norwegen (IFPI)                                                                              | —       | Gold1    | —          | 10.000    | ifpi.no                   |
| Vereinigte Staaten (RIAA)                                                                    | —       | Gold1    | Platin1    | 1.500.000 | riaa.com                  |
| Vereinigtes Königreich (BPI)                                                                 | —       | —        | Platin1    | 600.000   | bpi.co.uk                 |
| Insgesamt                                                                                    | Silber1 | 4× Gold4 | 4× Platin4 |           |                           |